# Mongolia

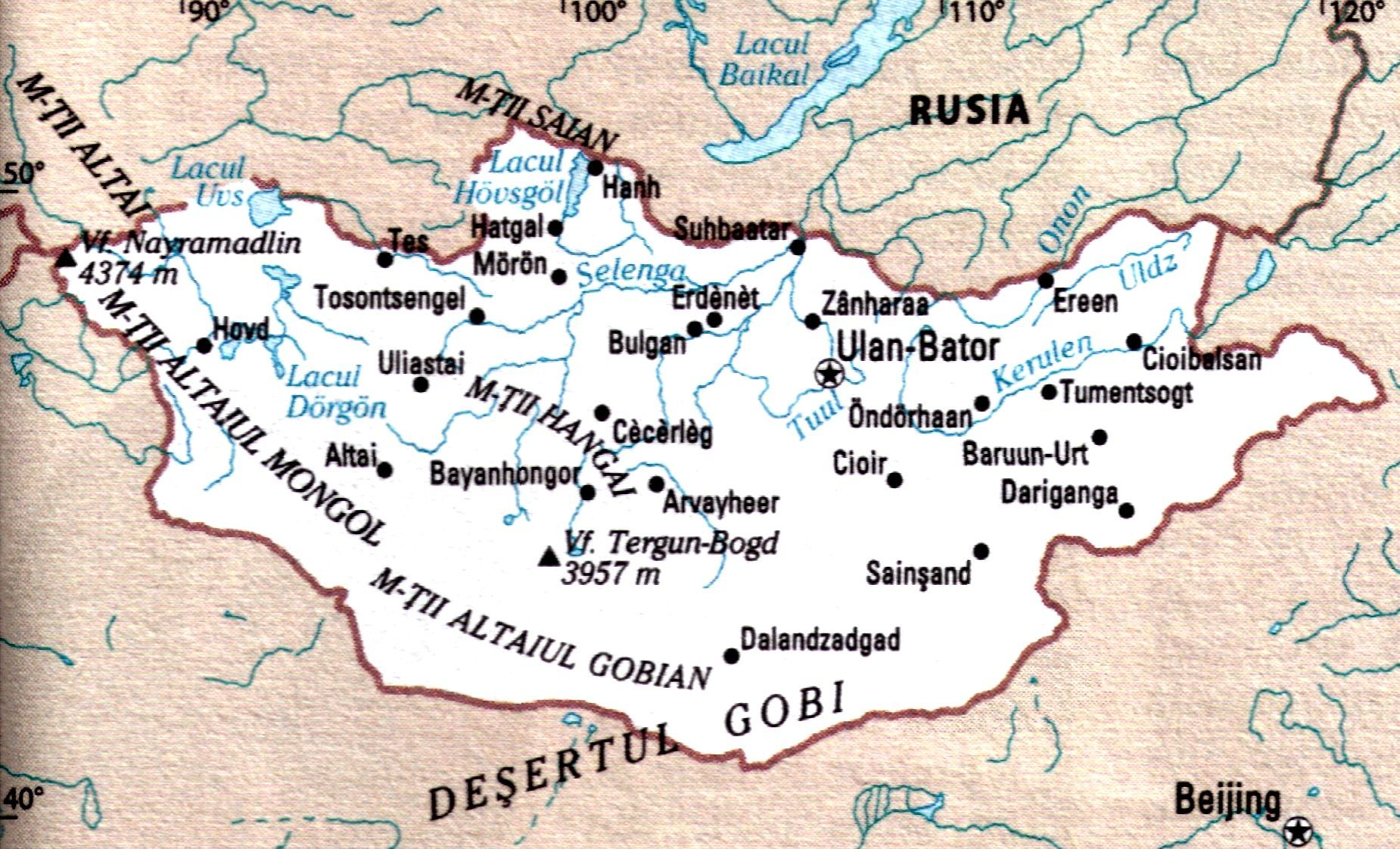
Harta Mongoliei

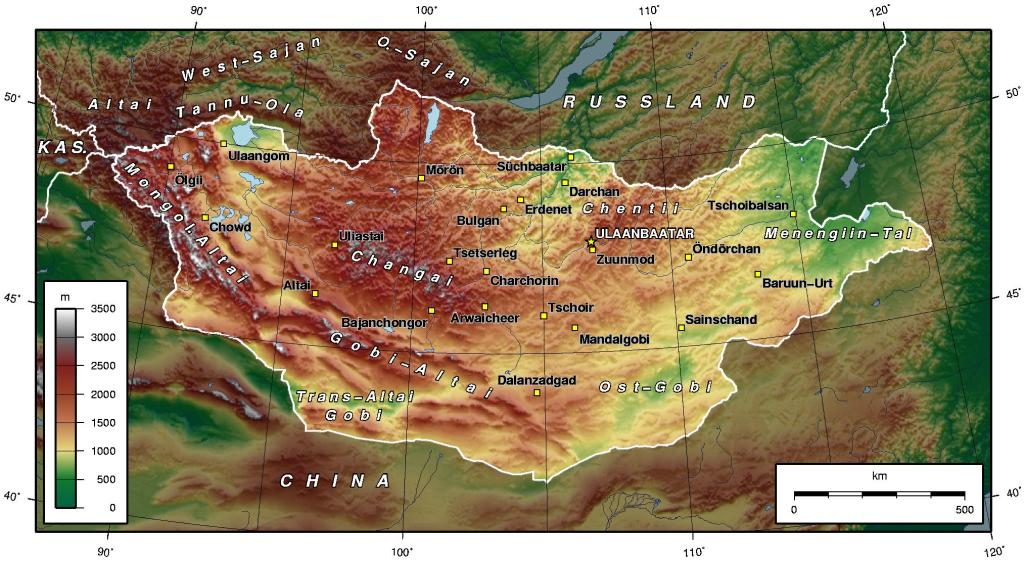
Harta topografică a Mongoliei

Mongolia (în mongolă: Монгол Улс) este o țară din Asia Centrală, republică parlamentară, care se învecinează la nord cu Rusia, la sud și est cu Republica Populară Chineză, iar granița de vest se află la o mică distanță de Kazahstan. A fost centrul Imperiului mongol în secolul 13, dar a fost condusă de dinastia manciuriană Qing, din secolul 17 și până la formarea, cu asistență sovietică, a unui guvern independent (în 1921). Ca urmare a prăbușirii Uniunii Sovietice, Mongolia a adoptat o formă de guvernare democratică. A optsprezecea țară din lume ca suprafața, Mongolia are foarte puțin teren arabil: predomină stepa, alături de munți (în nord si vest) și Deșertul Gobi în sudul țării. Circa 30% din populația țării este alcătuită din nomazi sau semi-nomazi, budiști de rit tibetan și de etnie mongolă. Capitala Ulaanbaatar concentrează peste 50% din populație.
Limba mongolă aparține familiei de limbi altaice. Este o limbă aglutinantă, vorbită de către circa 5,7 milioane de persoane în întreaga lume.

## Istorie
În secolul 13 Mongolia a fost centrul unui imperiu mongol, cel mai mare imperiu cu suprafață continuu-terestră din istoria lumii. După mai mult de un secol, Imperiul Mongol și-a sfârșit existența, iar Mongolia a redevenit un teritoriu fracturat de lupte interne, ceea ce a permis, în 1636, cucerirea Mongoliei Interioare de către dinastia Qing, și, în 1691, supunerea celei Exterioare (propriu-zise). Ambele regiuni și-au declarat independența în anul 1911, dar numai Mongolia Exterioară și-o poate menține, datorită sprijinului rusesc. După Revoluția Rusă din octombrie 1917, trupe chinezești au reocupat Mongolia Exterioară în 1919, dar s-au văzut prinse la mijloc în Războiul civil rus – conflictul dintre "Albi" și Armata Roșie, extins și în teritoriul extra-mongol – și s-au retras în anul 1921. În 1924 a fost proclamată Republica Populară Mongolă. Mongolia s-a aliniat politicii sovietice. Acei oameni politici care au cerut o cale mai puțin dependentă, precum Bodoo sau Dandzan, au fost înlăturați și executați sumar. În anul 1928 a început ascensiunea politică a lui Horloogiin Cioibalsan. Sub conducera sa, colectivizarea forțată, epurările, ca și distrugerea mănăstirilor lamaiste din 1937 au provocat moartea a 10.000 de persoane.
În Al Doilea Război Mondial, URSS a apărat Mongolia de invazia japoneză în bătălia de la Halhin Gol. Trupe mongole au participat la ofensiva sovietică împotriva Japoniei, desfășurată în Mongolia Interioară – august 1945 (Operațiunea „Furtună de August”). Pericolul prezentat de trupe mongole ocupând porțiuni ale Mongoliei Interioare a provocat recunoașterea de către Republica Chineză a independenței Mongoliei Exterioare, cu prevederea unui referendum în jurul acestei opțiuni. Referendumul a avut loc la 20 octombrie 1945, și, potrivit evidenței oficiale, 100% din electorat s-a pronunțat în favoarea independenței. După proclamarea Republicii Populare Chineze, cele două țări și-au acordat recunoașterea reciprocă la data de 6 octombrie 1949.
La moartea lui Cioibalsan, în Moscova – 26 ianuarie 1952, Yumjaagiyn Țedenbal a preluat puterea. În 1956, și, din nou, în 1962, cultul personalității lui Cioibalsan a fost condamnat oficial. Mongolia a continuat să fie strâns legată de Uniunea Sovietică, mai ales după ruptura sino-sovietică de la sfârșitul anilor 1950. În momentul vizitei lui Tsedenbal la Moscova, din august 1984, parlamentul i-a anunțat oficial retragerea, înlocuindu-l cu Jambyn Batmonh.
În 1990, Partidul Revoluționar al Poporului Mongol a cedat controlul unic al guvernării, permițând deschiderea drumului ce avea să ducă la noua constituție din 1992, prin care era abolită Republica Populară și se genera un regim statal hibrid, parlamentar-prezidențial.

## Politică
Articol principal: Politica Mongoliei
Din data de 17 octombrie 1961, Mongolia face parte din grupul Națiunilor Unite.
De-a lungul istoriei, principalul aliat al Mongoliei a fost U.R.S.S., care o ajută economic și militar.
În 1986 Mongolia și-a restabilit relațiile cu China, care erau destul de reci din cauza repatrierii forțate a chinezilor, din 1983. Începând cu 1990, Mongolia și-a deschis relații cu SUA, Japonia, U.E.; rămâne însă dependentă de Rusia și China.
Noua constituție a Mongoliei a fost adoptată pe 12 februarie 1992 și introduce multipartidismul.
Președintele este ales de către popor cu vot direct, pentru un mandat de 4 ani; el este și șeful armatei.
Președintele este cel care îl numește în funcție pe primul-ministru, are dreptul de-a dizolva guvernul, drept de inițiativă și drept de veto.

## Economie
Articol principal: Economia Mongoliei
Economia Mongoliei este centrată pe agricultură și minerit. Din valoarea totală a producției agricole, 70% o reprezintă creșterea oilor; cultura principală este grâul. Resursele subsolului sunt: cărbune, minereuri de cupru și feroase.
Cea mai mare parte a populației trăiește de pe urma păstoritului, cuprinzănd, în special: bovine, ovine, caprine, cabaline și cămile (bactriene). Multe instalații industriale au fost închise din cauza tranziției spre capitalism și a sfârșitului Uniunii Sovietice, stat care menținea fabricile, în mare parte deficitare. Mineritul are ca principale produse: petrolul, cărbunele și cuprul, împreună cu exploatări mai mici, de molibden, wolfram și fosfați. La capătul deceniilor de economie de stat, a avut loc tranziția – de multe ori, dureroasă – către capitalism. Astăzi, Mongolia are peste 30.000 de întreprinderi independente, situate, în special, în și în jurul capitalei. În afara orașelor, cei mai mulți mongoli se ocupă cu păstoritul de subszistență.
PIB-ul este de circa 420$ per capita. Deși PIB-ul este în creștere din 2002, statul este încă angajat în surclasarea unui deficit bugetar major. Guvernul mongol a remediat o imensă datorie externă către Rusia (11 miliarde $) în anul 2004, printr-o plată de 300 milioane $; cuantumul redus a fost acceptat datorită dificultăților și a pierderilor de vieți umane din Mongolia erei sovietice. 
Mongolia a aderat la Organizația Mondială a Comerțului în 1997 și exportă cașmir, minerale și produse alimentare în Rusia, SUA, China, Japonia, Italia, alături de alte țări.

## Demografie
Populația este foarte rară (3.050.000 loc.).
95% din populație sunt mongoli, restul de 5% fiind în mare parte kazahi, ruși și chinezi han.
Limbile vorbite: mongola khalkha, limbi turcice, rusa și mandarina.
Religii: tradiționale, budism, islam.

## Efectele schimbării climatului
Mongolia este afectată în mod substanțial de încălzirea globală. Între 1940 și 2001, temperatura medie anuală a aerului a crescut cu mai mult de 1,5 °C. Temperatura de iarnă a crescut cu chiar mai mult de 3,6 grade în acea perioadă. Gheața antică din Mongolia se topește rapid din cauza schimbării climatului și a încălzirii temperaturilor de vară. Deoarece fluxul de pe câmpurile de gheață se usucă mai des în timpul verii, alimentarea cu apă potabilă este tot mai restrânsă. Acest lucru va atrage după sine atât riscurile extreme, atât în patrimoniul cultural, cât și cu tradiția tradițională a renilor în anii următori. Drept urmare, criza climatică pune în pericol efectivele de renuri domestice în latitudini joase, care trăiesc în zonele montane de tundră din nordul Mongoliei.

## Cultură
Articol principal: Cultura Mongoliei

### Patrimoniu
Între 2003-2011, pe lista patrimoniului mondial UNESCO au fost incluse 3 obiective culturale sau naturale din Mongolia.